# Peter II. Karađorđević
Peter II. Karađorđević (srbsko Петар II Карађорђевић), jugoslovanski kralj, * 6. september 1923, Beograd, † 3. november 1970, Denver, Kolorado, ZDA.

## Življenje
Bil je najstarejši sin kralja Aleksandra I., ubitega v atentatu leta 1934 in kraljice Marije, pravnukinje britanske kraljice Viktorije in vnukinje sestre ruskega carja Aleksandra III. Krstna botra njegovega sina Aleksandra II. sta bila leta 1945 britanska kraljica Elizabeta in kralj Jurij VI. Ker je bil ob očetovi smrti očeta star samo 11 let, je v skladu s kraljevo oporoko oblast do njegove polnoletnosti prevzelo kraljevo namestništvo pod vodstvom njegovega strica kneza Pavla Karađorđevića, sam pa je nadaljeval izobraževanje na šoli Sandroyd in zatem študij na univerzi v Cambridgeu. 
Kralj je postal 27. marca 1941, ko so ga po vrnitvi v Srbijo pučisti generala Dušana Simovića oklicali za polnoletnega. Ob napadu sil osi na Jugoslavijo aprila 1941 se je z vlado umaknil najprej v Atene, zatem v Kairo, v Palestino in nato v London. Tam mu je Winston Churchill podaril apartma v hotelu Claridges in ga razglasil za jugoslovansko ozemlje, saj mu je žena Aleksandra v njem leta 1945 rodila sina Aleksandra II., ki je moral biti kot prestolonaslednik rojen na jugoslovanskih tleh.
Kralj Peter II. dejansko nikoli ni opravljal vladarskih nalog, temveč so namesto njega odločali srbski politiki v emigrantski vladi. Načrte, da se po koncu vojne lahko vrnil v Jugoslavijo, mu je že leta 1943 prekrižal AVNOJ, ki mu prepovedal vrnitev v domovino do ljudske odločitve po vojni. 29 novembra 1945 je Ustavodajna skupščina Demokratične federativne Jugoslavije odpravila monarhijo in mu odvzela vse vladarske pravice. 
V šestdesetih letih se je z družino preselil v ZDA, kjer so ga vseskozi spremljale finančne težave, saj so mu podporo dajali le jugoslovanski izseljenci, edini drugi vir pa je bilo premoženje, ki ga je podedoval po materi. Zbolel je za cirozo jeter, vendar ga ni rešila niti transplantacija, tako da je umrl v Denverju v Koloradu leta 1970, star komaj 47 let. Pokopali so ga v cerkvi pravoslavnega samostana sv. Save v mestu Libertyville v Illinoisu, s čimer je postal prvi evropski vladar, pokopan v ZDA.

## Pogreb v Srbiji
26. maja 2013 so posmrtne ostanke Petra II. Karađorđevića in njegove družine pokopali v kraljevi grobnici pod cerkvijo svetega Jurija na Oplencu. V njej so pokopani tudi Karađorđe Petrović, kralj Peter I. in Aleksander I., kneza Pavle in Aleksander, od leta 2013 pa poleg Petra II. še njegova mati Marija, brat princ Andrej in žena Aleksandra.